# سده ۱۶ (خورشیدی)
| سده‌ها: | سده ۱۵ - سده ۱۶ - سده ۱۷                          |
| دهه‌ها: | ۱۵۰۰ ۱۵۱۰ ۱۵۲۰ ۱۵۳۰ ۱۵۴۰ ۱۵۵۰ ۱۵۶۰ ۱۵۷۰ ۱۵۸۰ ۱۵۹۰ |

سده ۱۶ هجری خورشیدی در گاهشماری هجری خورشیدی یا قرن شانزدهم (خورشیدی) سده‌ای است که پس از قرن ۱۵ هجری خورشیدی از تاریخ ۱/۱/ ۱۵۰۱ (خورشیدی) آغاز گردیده و پس از گذشت صد سال در پایانِ اسفند سال ۱۶۰۰ هجری خورشیدی به پایان می‌رسد.